# Фредді (циклон)
Циклон «Фредді» (англ. Cyclone Freddy) — потужний та найтриваліший тропічний циклон в історії, побивши попередній рекорд урагану «Джон» у 1994 році. Він також має найвищу накопичену енергію циклону (ACE) серед усіх зареєстрованих тропічних циклонів у всьому світі, перевершивши ураган «Йоке» у 2006 році. Фредді це єдиний відомий тропічний циклон, який досягав семи окремих циклів швидкої інтенсифікації. Крім того, це третій за кількістю жертв тропічний циклон, зареєстрований у південній півкулі, лише після циклонів «Ідай» 2019 року та «Флорес» 1973 року.
Підготовка до шторму на Маскаренських островах включала серед іншого, припинення рейсів, сповіщення про циклон та підготовку персоналу до ліквідації наслідків. На Мадагаскарі побоювалися, що райони, які раніше постраждали від циклонів: Ана, Батсірай, Емнаті та Ченесо, погіршаться через прихід шторму. 20–21 лютого Фредді обігнув Маврикій і Реюньйон на півночі, принісши сильний вітер і несприятливі погодні умови. Судно під прапором Тайваню з екіпажем із 16 осіб зникло безвісти на північний-схід від Маврикія. Циклон обрушився на південний схід Мадагаскару, зруйнувавши багато будинків. Наслідки в Мозамбіку були сильнішими, ніж на Мадагаскарі, і включали сильні опади в південній половині країни та серйозні пошкодження інфраструктури. У деяких частинах країни випало понад 300 мм (12 дюймів) опадів. Наслідки в Мозамбіку посилилися після його другого виходу на сушу з подальшими повенями та пошкодженнями від вітру.
Найбільше постраждала Малаві, де безперервні дощі спричинили катастрофічні раптові повені, а Блантайр постраждав від них. Електромережа країни була пошкоджена, гребля гідроелектростанції була виведена з ладу. Загалом циклон убив щонайменше 1,434 людини: 1218 у Малаві, 198 у Мозамбіку, 18 на Мадагаскарі, 2 у Зімбабве та 1 на Маврикії. Широкомасштабні та тривалі наслідки у постраждалих країнах спонукали країни світу та численні міжурядові організації до значних зусиль з надання допомоги. ЮНІСЕФ і ВПП надали предмети допомоги постраждалим, а також тимчасові притулки. Продовольча безпека викликала особливе занепокоєння, оскільки мільйони людей залишилися під загрозою.

## Метеорологічна історія

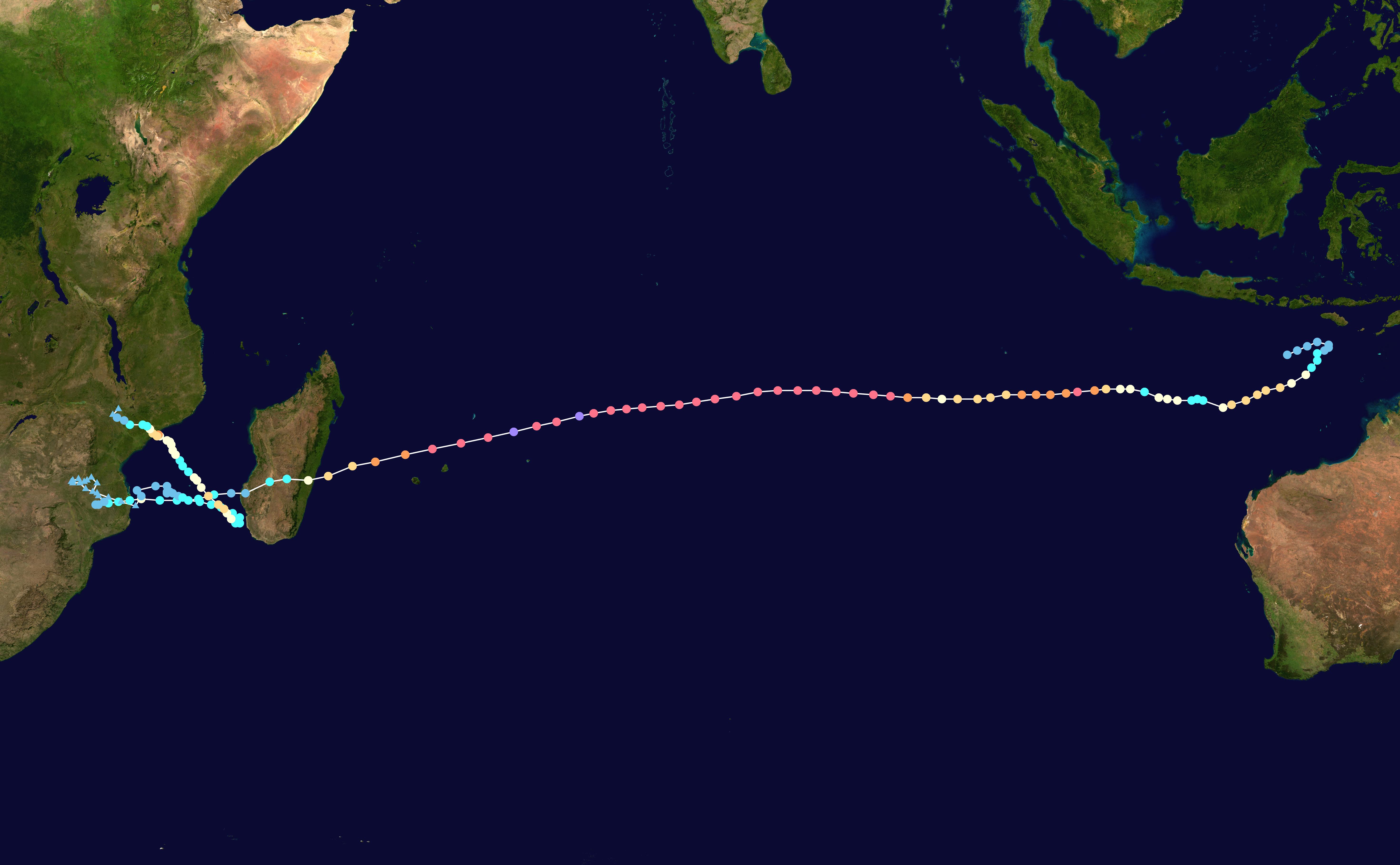
Карта шляху і інтенсивності Циклону Фредді

### Формування циклону

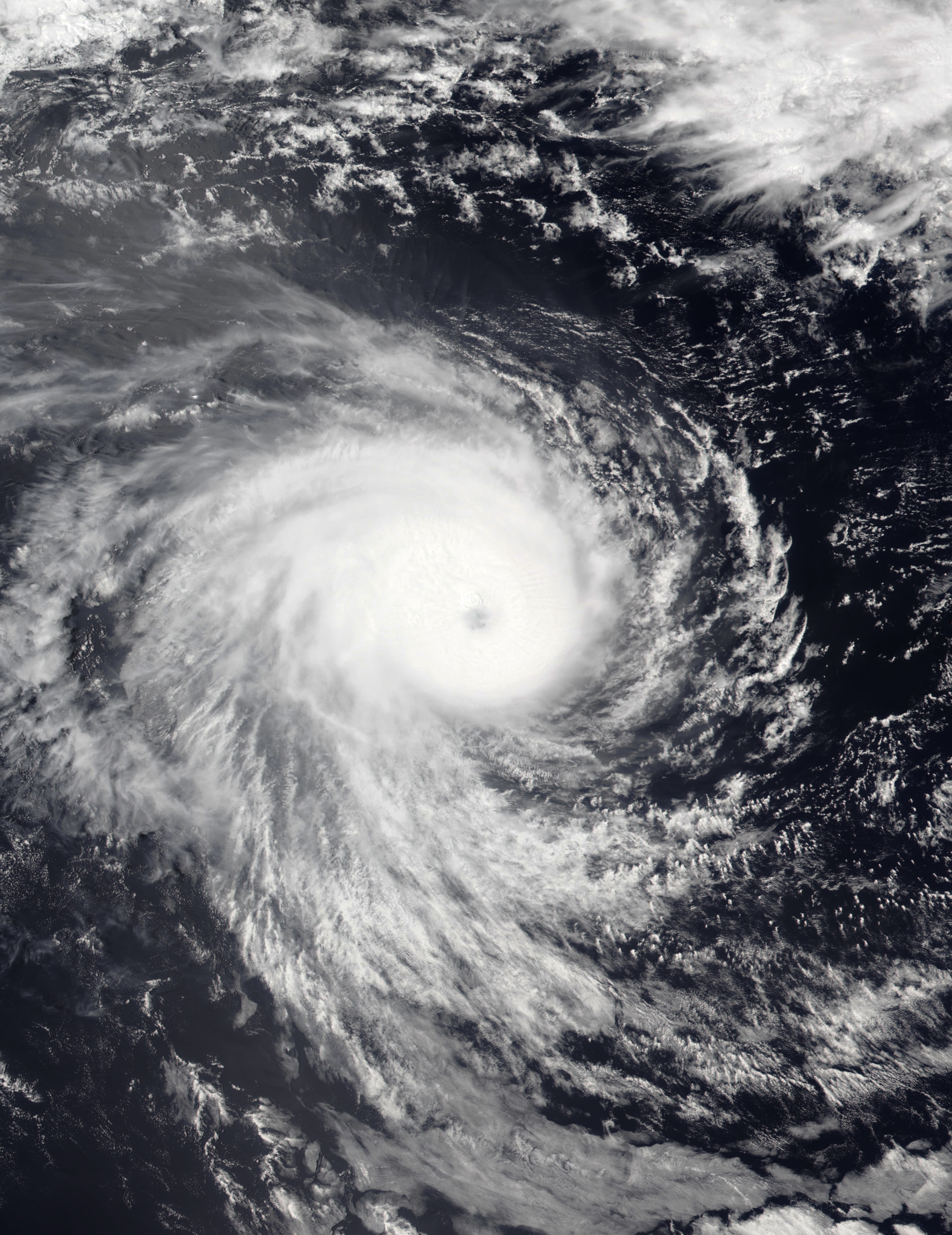
Циклон «Фредді» досяг другого піку в австралійському басейні 12 лютого

Протягом 30 січня Австралійське Бюро Метеорології (BoM) почало спостерігати за слабкою тропічною низиною, що розвивається в межах мусонної западини в Тиморському морі. Порушенню було присвоєно офіційний ідентифікаційний код 13U. Умови навколишнього середовища були оцінені як незначно сприятливі для тропічного циклогенезу. До 4 лютого BoM повідомив, що збурення виникло приблизно в 770 км (480 миль) північний-захід від Брума в Західній Австралії. Пізніше того ж дня Об'єднаний центр попередження про тайфуни видав попередження про утворення тропічного циклону. До 09:00 UTC JTWC ініціював попередження про систему та класифікував її як тропічний циклон 11S. BoM повідомив, що тропічний мінімум переріс у тропічний циклон 1 категорії за шкалою інтенсивності австралійських тропічних циклонів, і назвав його Фредді. Пізніше наступного дня дощові смуги покривали його дуже широку та центральну щільну хмарність, що спонукало JTWC оновити систему до циклону, еквівалентного 1 категорії. BoM пізніше наслідував цей приклад і оновив Фредді до тропічного циклону 2 категорії. Фредді досяг циклону 3 категорії. Фредді почав показувати особливість ока, яку можна побачити на супутниковому зображенні, а Фредді пізніше став еквівалентним циклону 2 категорії. Циклон трохи послабшав через CDO та постійну область холодних вершин хмар. Ослаблення відбулося, оскільки JTWC оцінив, що вітри Фредді досягли найнижчої точки150 км/год (90 миль/год). Фредді повернувся до тропічного шторму, і BoM оцінив вітер100 км/год (65 миль/год), ослаблення внаслідок зсуву східного вітру.

### Перехід, швидке посилення та перший вихід на берег
Продовжуючи швидко посилюватися, Фредді посилився, ставши циклоном 3 категорії близько 15:00 UTC 11 лютого. Фредді ще більше посилився до сильного тропічного циклону 4 категорії через наявність чітко вираженого ока, оточеного глибокою конвекцією. Згідно з JTWC, Фредді поступово дезорганізувався, його око більше не було чітко визначеним, і Фредді впала швидкість вітеру 185 км/год (115 миль/год). BoM також повідомив, що вітер Фредді ослаб до155 км/год (100 миль/год) вітру. Незважаючи на східний вертикальний зсув вітру, Фредді підтримував симетричне конвективне ядро. На супутникових знімках з'явилося нерівне та заповнене хмарами око циклону. 14 лютого о 12:00 UTC Фредді перетнув 90° E і увійшов в південно-західну частину Індійського океану, і Метео-Франс негайно класифікував його як тропічний циклон MFR оновив систему до інтенсивного тропічного циклону. Фредді продемонстрував дуже симетричні та кільцеві характеристики, Фредді посилився, досягнувши 1-хвилинного стійкого вітру 220 км/год (140 миль/год) близько 03:00 UTC 15 лютого.

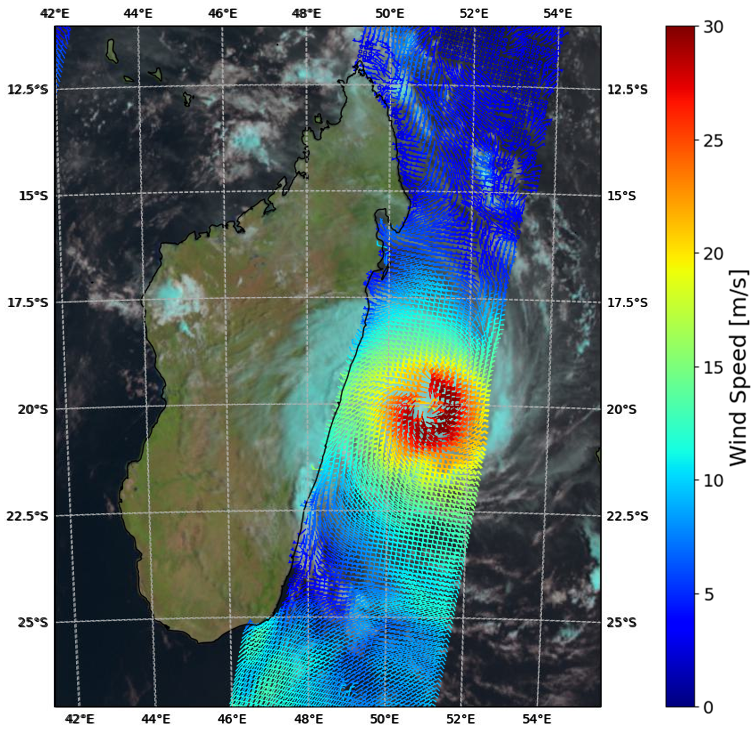
Зображення Фредді, зроблене Metop-B ASCAT 21 лютого

Пізніше наступного дня JTWC також оцінив, що Фредді має 1-хвилинний максимальний стійкий вітер 270 км/год (165 миль/год), що робить його тропічним циклоном 5 категорії, оскільки циклон мав симетричне кільце навколо глибокої конвекції. Протягом 18 лютого Фредді почав швидко погіршуватися, оскільки шторм почав впливати на раптовий сплеск середнього зсуву. У результаті циклон ненадовго ослаб до 1-хвилинного стійкого вітру 205 км/год (125 миль/год) перед повторним посиленням. Пізніше наступного дня Фредді отримав статус дуже інтенсивного тропічного циклону. Незабаром після цього структура хмар Фредді дещо погіршилася, внаслідок чого циклон ослаб до інтенсивного тропічного циклону до 00:00 UTC 20 лютого. Фредді пройшов на північ від Маврикія, Реюньйон і ослаб до тропічного циклону 21 лютого. Приблизно о 7 годині вечора за місцевим часом циклон вперше вийшов на берег поблизу Мананжарі, Мадагаскар. Після виходу на сушу Фредді було перекласифіковано як сухопутну западину з постійними вітрами 110 км/год (70 миль/год). JTWC також повідомив, що Фредді значно ослаб, коли він перетинав гірську місцевість Мадагаскару, і його було знижено до 130 км/год (80 миль/год).

### Повторне посилення, другий вихід на сушу та ослаблення
Протягом 22 лютого «Фредді» значно покращився в організації, коли він рухався на південний-захід через Мозамбіцьку протоку. Фредді знову розвинувся під впливом глибокої конвекції в північному півколі циркуляції. Пізніше знову посилився до помірного тропічного шторму після того, як конвекція почала швидко посилюватися. Система проходила на північ від острова Європа. Фредді ще більше посилився, відзначивши його посилення в сильний тропічний шторм. Фредді продовжував організовувати конвективні смуги, що оберталися в центрі. Через шість годин хмарність розпочала росіюватись, коли він наближався до узбережжя Мозамбіку. До 12:00 UTC 24 лютого MFR повідомило, що Фредді вдруге вийшов на сушу на південь від Віланкулоса, Мозамбік, з 10-хв вітром 85 км/год (50 миль/год). Незабаром після виходу на сушу JTWC припинив попередження в системі. Фредді швидко слабшав у міру просування на захід і далі вглиб країни, ослаблюючись до западини до 18:00 UTC того дня. MFR визначив, що конвективна активність Фредді була розташована в південно-східному півколі циркуляції. Протягом 25 лютого МЗР припинило відстеження системи.

### Реорганізація та третій вихід на берег

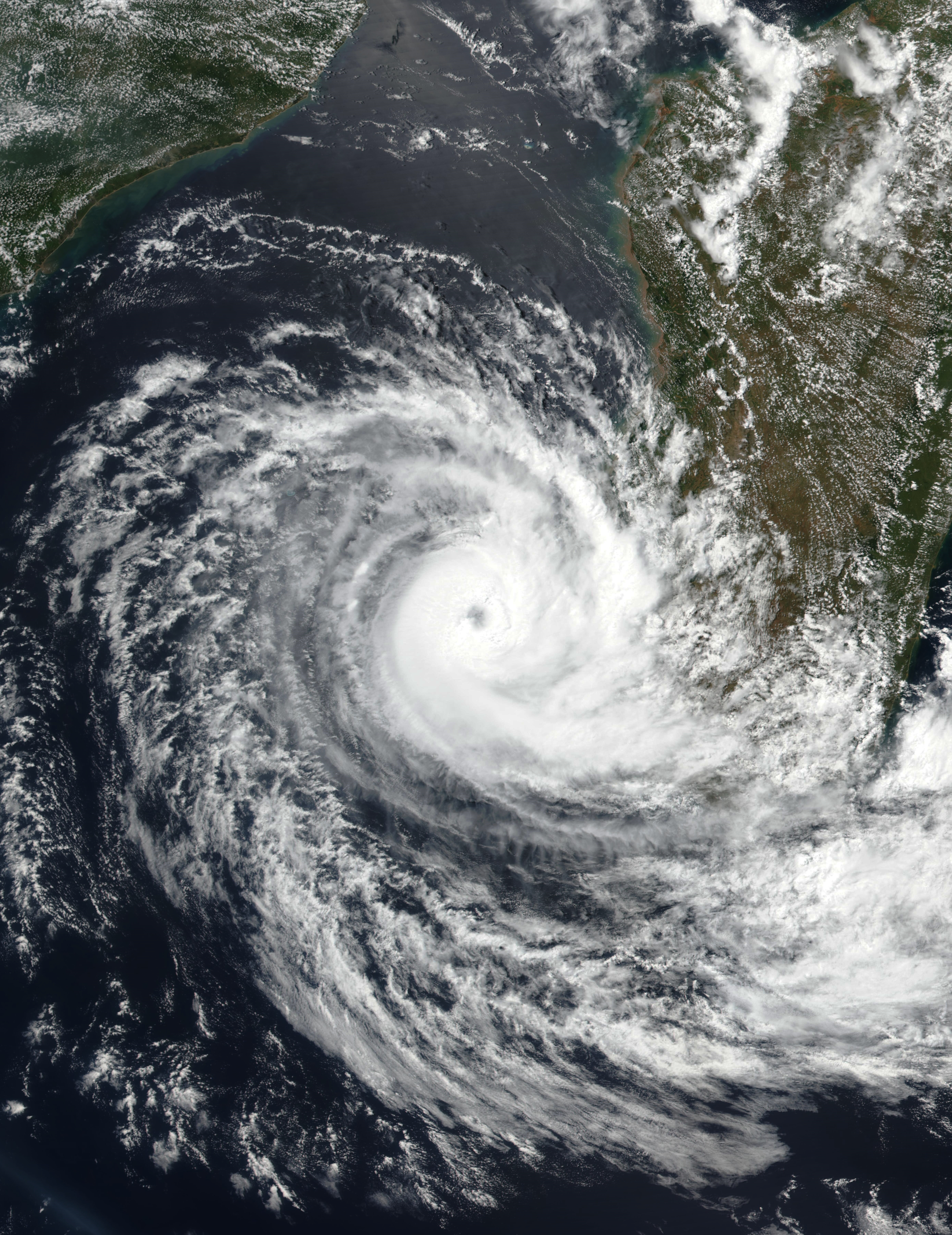
Циклон «Фредді» біля узбережжя Мадагаскару 7 березня

Протягом 1 березня Фредді знову вийшов в Мозамбікський протоку, JTWC відновив моніторинг і заявив, що система має потенціал для повторного розвитку. Умови навколишнього середовища були оцінені як незначно сприятливі для тропічного циклогенезу, з помірним зсувом вітру та наявність сухого повітря. Протягом 2 березня Фредді спостерігав посилення глибокої конвекції у східному півколі, що спонукало MFR знову класифікувати шторм як тропічне хвилювання. Супутникові зображення показали, що конвекція Фредді поступово охоплює південну периферію циркуляції. Пізніше наступного дня Фредді було посилено до тропічної депресії. Мультиспектральні анімовані супутникові зображення частково виявили відкритий низькорівневий циркуляційний центр (LLCC) із глибокою конвекцією, що зберігається вздовж східної периферії LLCC. [60] У результаті JTWC повторно видав TCFA 21:00 UTC того дня.

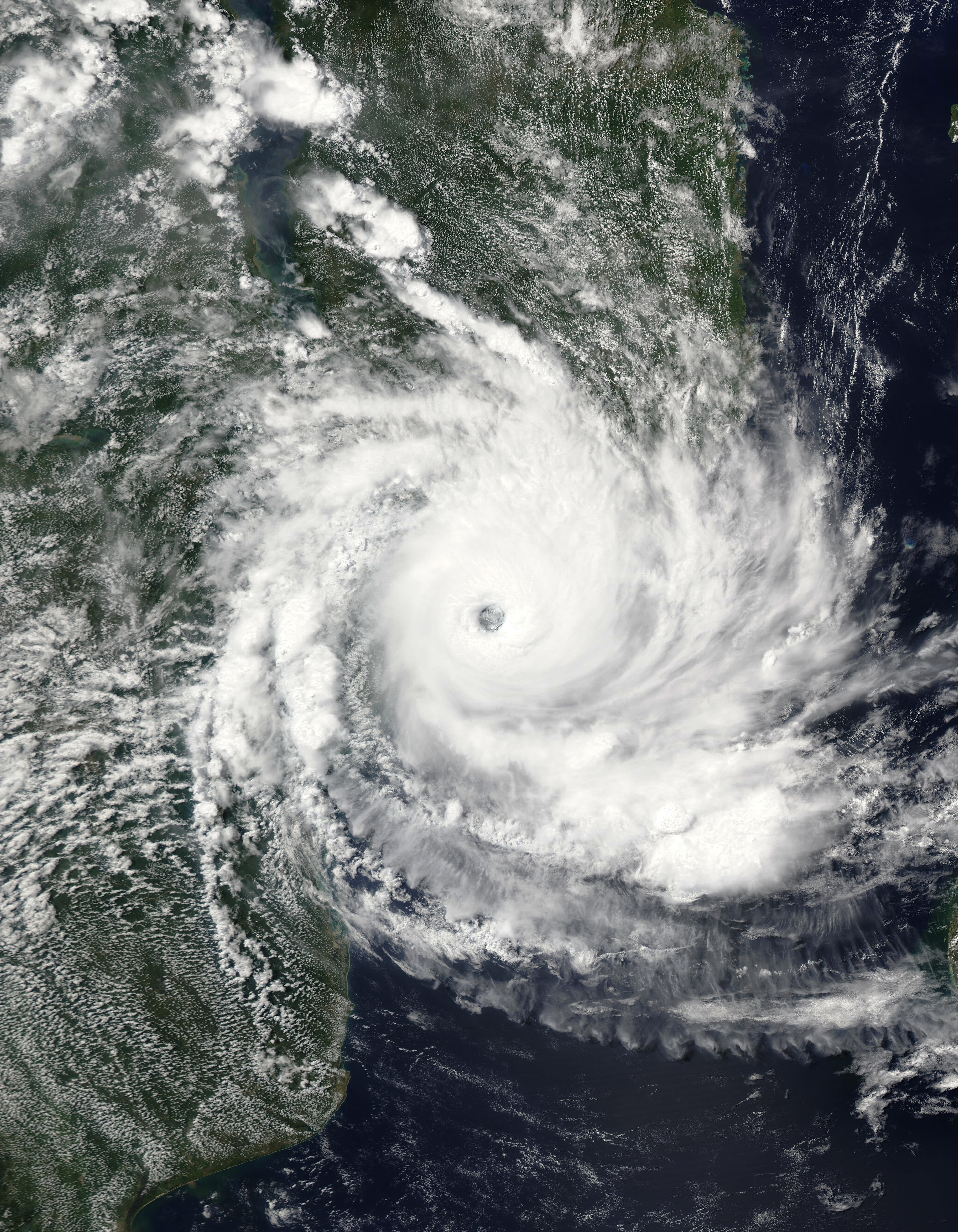
11 березня біля узбережжя Мозамбіку циклон «Фредді» майже зупинився.

Фредді перейшов у помірний тропічний шторм, оскільки на південному квадранті проходу ASCAT-C спостерігалися нижчі штормові вітри. Через шість годин Фредді знову набрав силу тропічного шторму під впливом постійної зони конвекції. Конвекція продовжувала зменшуватися, і Фредді був краще організований завдяки LLCC. Фредді поступово покращував свою конвекцію завдяки покращенню подальшої консолідації.
До 18:00 UTC 5 березня Фредді посилився до сильного тропічного шторму, прискорюючись на схід до узбережжя Мадагаскару. Конвекція охопила LLCC системи, і система поступово консолідувалася. Фредді почав показувати погано окреслене око, яке було видно на супутникових знімках. Протягом 7 березня Фредді отримав статус тропічного циклону з постійними вітрами 130 км/год (80 миль/год), тоді як JTWC оцінив, що його 1-хвилинний стійкий вітер досяг 155 км/год (100 миль/год). Через шість годин Фредді продовжував взаємодіяти зі зсувом. Наступного дня Фредді отримав статус сильного тропічного шторму. Потім циклон швидко послабшав внаслідок присутності більшого зсуву вітру, а також вторгнення сухого повітря. Пізніше шторм послабшав до 110 км/год (70 миль/год). Незважаючи на зсув, конвекція посилилася поблизу центру, оскільки смугасті властивості покращилися.
Аналіз Дворака показав, що Фредді зміцнився 120 км/год (75 миль/год). Циклон мав чітке око всередині компактного та симетричного CDO шторму. Протягом 11 березня «Фредді» здійснив свій третій вихід на берег (і другий вихід на берег загалом) на Келімане, провінція Замбезія, Мозамбік із стійкими вітрами 150 км/год (90 миль/год). Через три години JTWC видав останнє попередження системі. Коли око циклону зникло із супутникових зображень, Фредді став сильним тропічним штормом.

## Підготовка

### Маврикій
У Родригесі було оголошено попередження про циклон. Рейси з Родрігеса до Сен-Дені, Реюньйон були скасовані або перенесені через негоду. Прем'єр-міністр Правінд Джагнаут заявив про це під час виступу на радіо та телебаченні, закликаючи до пильності та обережності. Метеорологічна служба Маврикія (MMS) видала попередження про циклон III класу, передбачаючи, що пориви в центрі Фредді можуть досягати до 300 км/год (185 миль/год). Країна також закрила свою фондову біржу з наближенням шторму. Загалом 1019 людей шукали притулку в державних притулках.

### Реюньйон

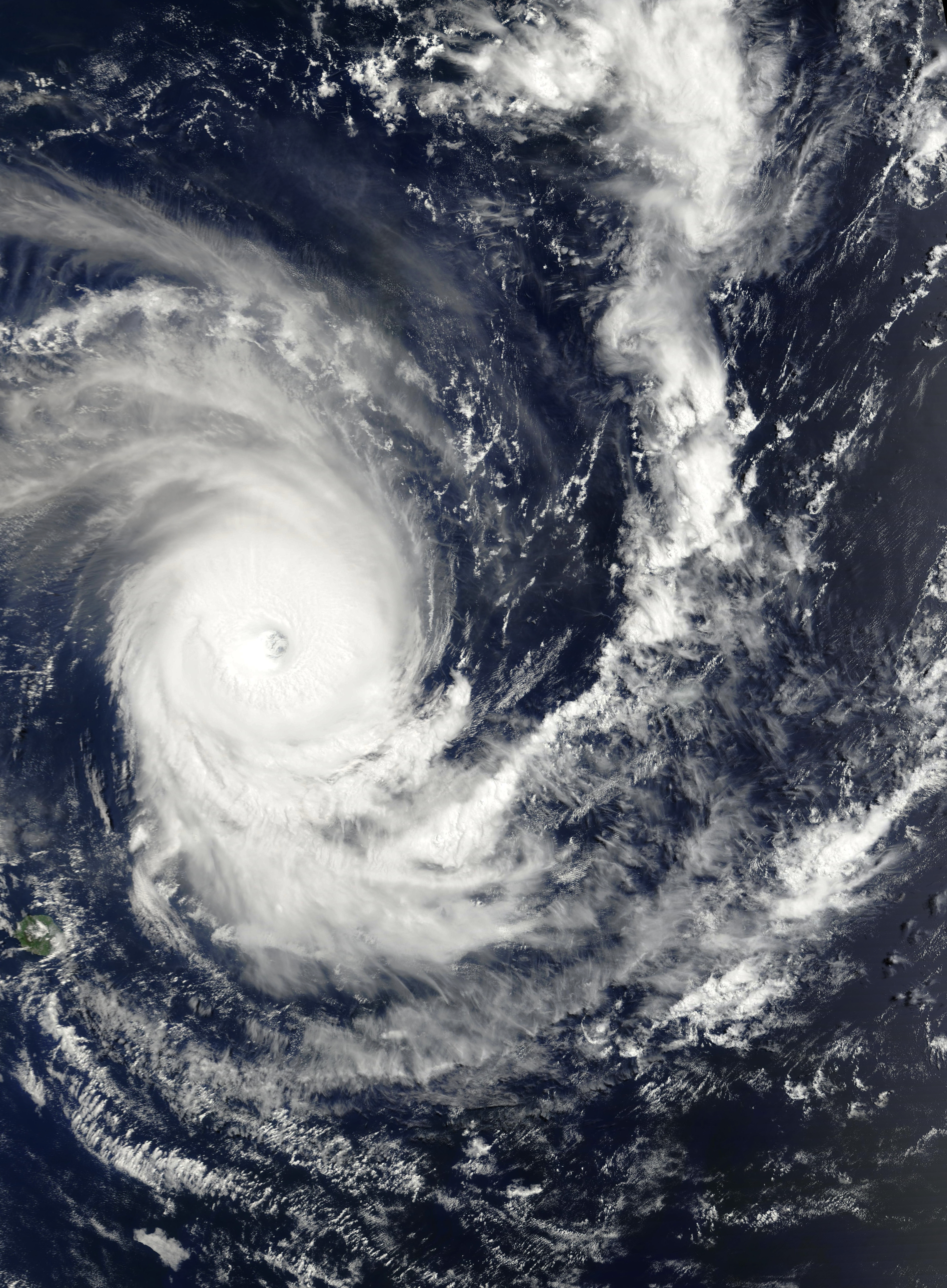
Циклон «Фредді» проходить повз Маврикій 20 лютого

18 лютого MFR оголосило попередження циклон для острова Реюньйон, що спонукало до закриття всіх шкіл. Пацієнти лікарні, стан яких не вимагав негайного лікування, повинні були повернутися додому, а ті, хто потребує більш інтенсивного лікування, мали бути транспортовані до призначених закладів. Енергетична компанія острова, EDF La Réunion, підготувала 200 співробітників і ще 100 осіб із субпідрядних компаній для негайного ремонту, щойно стихнуть штормові вітри. Кол-центри додатково укомплектовано 60 працівниками. Підприємство також підготувало до використання 50 автомобілів, електрообладнання, 15 генераторів, 4 гелікоптери. Мешканці сильно постраждалих районів від Циклону Батсірай у лютому 2022 року стурбовані посиленням Фредді.
Штормове море спонукало до закриття Nouvelle route du Littoral із запровадженням автобусних маршруток для перевезення мешканців внутрішніми маршрутами до та з громад на півночі та заході. 20 лютого полк військової служби Реюньйону мобілізував 250 осіб для надання допомоги. Усі рейси в аеропорту Ролан Гаррос були призупинені в той же день, і рейси відновляться після проходження циклону. Червоне попередження про затоплення узбережжя було оголошено для районів між Шан-Борн і Пуант-де-Каскад. Місто Сен-Бенуа відкрили два громадські притулки та закрили всі спортивні споруди. Чиновники в Сен-П'єрі відклали місцевий карнавал більш ніж на два тижні.

### Мадагаскар

Циклон «Фредді» наближається до Маврикія 19 лютого.

Циклон «Фредді» загрожував районам Мадагаскару, які все ще страждають від послідовних ударів циклонів Батсірай та Емнаті у 2022 році; 874 000 людей залишалися в нестачі їжі в регіоні. Медейр зазначив, що регіон страждає від сплеску дитячого недоїдання через неадекватну гуманітарну відповідь на вищезгадані циклони. 18 лютого Головне управління метеорології опублікувало попередження для регіонів Аналанджірофо та Сава, порадивши жителям вживати заходів обережності, оскільки очікується, що циклон досягне суші. Метеорологічна служба Мадагаскару зазначила, що в районі виходу на сушу викликають занепокоєння «проливні дощі» та «дуже високі хвилі та штормовий приплив». Уряд Мадагаскару заздалегідь відправив 120 тонн (120 довгих тонн; 130 коротких тонн) рису в райони, яким загрожував Фредді. Транспортні служби та школи були закриті 21 лютого. Мешканці, яким загрожує Фредді, розмістили мішки з піском на дахах своїх будинків для зміцнення.
Міжнародна Федерація Товариств Червоного Хреста і Червоного Півмісяця на Мадагаскарі оголосила про підготовку до циклону. 19 лютого Метео-Франс зазначила, що в південних регіонах Мадагаскару можливі накопичення дощу на 200 мм (7,9 дюйма). За оцінками Глобальної системи оповіщення про стихійні лиха та координації, понад 2,2 мільйона людей постраждають від штормового припливу від циклону та повені в країні. Намети, мотузки, бензопилки та інші припаси були відправлені Національним управлінням ризиків і ліквідації наслідків стихійних лих (BNGRC) до східних районів. Управління ООН з координації гуманітарних питань (OCHA) та його партнери направили 80 гуманітарних працівників у Маханоро, Мананжарі та Манакара, а також поставили два літаки в режим очікування. Агентство не змогло виділити достатню кількість екстрених запасів через брак фінансування та дефіцит через циклон Ченесо за місяць до цього. Після циклону Ченесо на півдні та південному сході Мадагаскару у Medair вже були польові офіси. Наголошувалося на забезпеченні мешканців Марондави та Мароансетри чистою питною водою та наборами невідкладної допомоги. Щонайменше 7000 людей були запобіжно евакуйовані з небезпечних прибережних регіонів до приходу циклону.

### Мозамбік
Згідно з місцевими повідомленнями, очікується, що лише від циклону в країні постраждають понад 600 000 людей. Прогнозована кількість опадів досягла 200—300 мм (7,87-11,81 дюйма) на південь від Бейри в провінції Іньямбане, з 400 мм (15,75 дюйма) на місцевому рівні. Загалом прогнозували місячну кількість опадів. Національна метеорологічна служба країни оголосила червоний рівень тривоги 21 лютого. Існували також побоювання, що інтенсивні та тривалі опади Фредді можуть посилити повені в центральних і північних районах, вплинувши на 1,75 мільйона людей. Рятувальні групи, запаси їжі, намети та човни були розміщені для ліквідації наслідків.
Протягом березня 2023 року, коли Фредді наближався вдруге Національний метеорологічний інститут Мозамбіку (INAM) передбачив проливні дощі понад 200 мм (7,9 дюйма) за 24 години в провінціях Маніка, Софала, Тете та Замбезія. Пікова кількість опадів передбачалася між 400—500 мм (16–20 дюймів). За даними Національного інституту управління ризиками стихійних лих і зменшення ризику (INGD), приблизно 565 000 людей перебували під загрозою, хоча попередження про стихійне лихо під керівництвом ООН і Європейського Союзу передбачало, що під загрозою опинилися 2,3 мільйона осіб. Тисячі були евакуйовані до притулки як запобіжний захід.

## Наслідки
Загалом Фредді викликав надзвичайно сильні дощі, насамперед у Мозамбіку та Малаві. Сильний вітер також обрушився на райони, а інфраструктура сильно постраждала через надмірні повені. Зупинення Фредді над Мозамбіком і Малаві надзвичайно погіршило дощі.
| Країниа    | Кількість загиблих | Зникли безвісти | Поранені | Постраждали | Збитки (2023 USD) |
| ---------- | ------------------ | --------------- | -------- | ----------- | ----------------- |
| Мадагаскар | 17                 | 3               | Н/Д      | 299,000     | Н/Д               |
| Малаві     | >1000              | 533             | 1,724    | 500,000     | Н/Д               |
| Маврикій   | 1                  | 16              | 0        | 2,500       | Н/Д               |
| Мозамбік   | 198                | Н/Д             | 280      | 1,074,970   | Н/Д               |
| Реюньйон   | 0                  | 0               | 0        | 25,000      | Н/Д               |
| Зімбабве   | 2                  | 0               | 0        | Н/Д         | Н/Д               |
| Всього:    | 1,218              | 552             | 2,004    | 1,712,970   | Н/Д               |

### Маврикій

Циклон «Фредді» обрушився на Мадагаскар 21 лютого.

За даними MMS, циклон пройшов у межах 200 км (120 миль) від острова, на північ від Гранд-Бей. Сильні вітри та хвилі спостерігалися вздовж північного узбережжя Маврикія. Швидкість вітру в Порт-Луї досягала 104 км/год (65 миль/год), а максимальний порив 154 км/год (96 миль/год) спостерігався на Сігнальній горі. Повінь і шквальний вітер також вплинули на країну.

### Реюньйон
Фредді вплинув на Реюньйон 20–21 лютого, але його вплив був відносно незначним. Майже 25 000 клієнтів залишилися без світла на піку циклону; усі, крім 500, відновили роботу протягом дня. У Сен-Полі було знищено 20 тонн манго. Шосе RD48 у Салазі було закрито через зсув. Одинадцять мобільних сайтів, підтримуваних Orange, були відключені в Тампоні, Сен-Луї та Сен-Полі.

### Мадагаскар
Пошкодження були меншими, ніж очікувалося, через слабший ніж прогнозувався вітер Фредді та ранню підготовку. Фредді здійснив свій перший вихід на сушу біля Мананжарі, який ще відновлювався від Батсірай роком раніше. Загалом постраждало понад 14 000 будинків, 1 206 зруйновано, 3 079 затоплено та щонайменше 9 696 пошкоджено. Щонайменше 22 500 осіб були переміщені, з них понад 12 000 лише в Мананжарі. Фредді також залишив 79 шкіл без дахів і пошкодив або зруйнував 37 і 6 відповідно. Наслідки шторму змусили понад 11 000 людей покинути свої домівки. Зона впливу Фредді включала 13-15 муніципалітетів. За даними UNOSAT, було затоплено близько 16 км 2 (9,9 миль 2) землі.
Загалом циклон став причиною семи смертей і постраждало 79 000 осіб. Після проходження Фредді було надано 64 тонни продовольчих пайків. Було відкрито кілька притулків, багато з яких звільнили протягом дня після шторму. Всесвітня продовольча програма запропонувала тисячі гарячих страв тим, хто перебуває в притулках. Грошову допомогу планувалося надати 100 тис. осіб на термін до 2 місяців, а продовольчу допомогу — 40 тис. на 3 місяці.

### Мозамбік

#### Перший вихід на берег
Циклон «Фредді» вдруге обрушився на південь від Віланкулоса, провінція Іньямбане, викликавши проливні дощі, сильний вітер і штормовий прилив. ЮНІСЕФ надав засоби для очищення води, медичні засоби, намети та гігієнічні набори, серед іншого, щоб допомогти сім'ям і дітям. Повідомляється про деякі пошкодження, насамперед через повалені дерева та дахи. Проте в країні не було смертей.

#### Другий вихід на берег

Циклон «Фредді» біля узбережжя Мозамбіку 11 березня.

11 березня Фредді здійснив другий вихід на сушу в провінції Замбезія, принісши проливні дощі, штормовий приплив і набагато сильніші вітри порівняно з попереднім виходом на сушу. Басейни річок Замбезі та Тамбарара повідомляли про рівні води вище середнього перед виходом на сушу. За даними Televisão de Moçambique (TVM), одна людина загинула, коли її будинок обвалився, і енергокомпанія повністю вимкнула електрику як запобіжний захід через циклон. Місцеві жителі повідомляли, що в Келімане бачили зірвані дахи з будинків та затоплені вулиці. У місті було зафіксовано стійкий вітер зі швидкістю 180 км/год (111,8 миль/год) із поривами до 215 км/год (133,59 миль/год). Усі польоти були призупинені через погану погоду, спричинену Фредді.
Зв'язок і електропостачання були відключені на початку шторму, що ускладнило оцінку збитків. Енергетична компанія Electricidade de Moçambique повідомила, що в більшості районів електрику було відновлено до середини дня 11 березня. Голова ЮНІСЕФ з адвокації, комунікацій і партнерства Гай Тейлор заявив, що було «багато руйнувань», і що Фредді «потенційно був катастрофою великих масштабів». Тейлор також зазначив, що сільські райони були повністю знищені. Доступ до чистої води був фактично закритий у Келімане.
Державне телебачення повідомило, що сотні були евакуйовані після приходу циклону. Понад 650 будинків у районі Марромеу та понад 3000 у провінції Софала постраждали від повені. Лише за 4 тижні в країні випала річна кількість опадів. Місцеві жителі сказали, що локальні повені були проблемою ще до виходу на сушу. У попередній супутниковій оцінці 24 000 км 2 (9 300 кв. миль) землі, 900 км 2 (350 кв. миль) було оцінено як затоплені. У старій провінційній лікарні в Келімане знесло дах, що ускладнило підтримку нужденних. Багато людей під час шторму залишилися без даху над головою і знайшли притулок у школах. Велика кількість полів також була затоплена. INGD заявив, що вплив шторму на Мозамбік був гіршим, ніж очікувалося. Уражені Фредді райони спочатку вважалися безпечними. Загалом Фредді спричинив принаймні шість смертей у Келімане та ще 3 у Намакурі. Щонайменше 96 200 осіб також постраждали.

### Зімбабве
В частині південно-східного Зімбабве випало понад 200 мм (7,9 дюйма) опадів. Загинуло двоє людей та сім голів худоби, у яких влучила блискавка. Сильний вітер зірвав дахи та повалив дерева. Щонайменше з п'яти будинків було занесено дахи, а також пошкоджено меблі.

### Малаві
До приходу циклону в Малаві країна пережила найгірший спалах холери в історії. Наслідки Фредді викликали у громадськості побоювання, що вони погіршаться. Найсильніші опади випали на півдні країни. Ці райони включають Блантайр, Фаломбе, Муландже, Чіхвава та Нсандже. Це спричинило повені, зруйнувало будинки та змило людей. Також було пошкоджено багато об'єктів дорожньої інфраструктури. Щонайменше 190 людей загинули під час проходження Фредді, ще 16 зникли безвісти, і повідомляється про 200 поранених. Щонайменше 85 із цих смертей були зареєстровані в Блантайрі, втрата зв'язку вплинуло на результати оцінки. Серед жертв була дитина, яка потрапила під уламки, і сім'я яку після руйнування їхнього будинку. У найбільш постраждалих районах 19 000 людей були евакуйовані.
Повідомляється, що десятки будинків були змиті повені в Чілобве. Школи в десяти південних областях наказали закрити до 15 березня. Значна частина пошкоджень інфраструктури в Малаві була в незаконних районах, таких як гори, де зсуви зруйнували будинки. Вся країна зазнала знеструмлення через те, що EGENCO вимкнула електроенергію, щоб уникнути подальшого пошкодження електрогенераторів. Також повідомляється про сильні дощі в Салімі та Лілонгве. Президент Малаві Лазарус Чаквера оголосив стан стихійного лиха в південних регіонах. Вважалося, що жертви були поховані під землею. Під час тривалого перебування Фредді в країні видимість залишалася майже нульовою. Кілька доріг і мостів перекрито, багато районів знеструмлені.

### В інших країнах
У регіонах Південної Африки та Есватіні випало щонайменше 251 мм (9,9 дюйма) опадів. Сильні дощі також пройшли в Замбії.

## Рекорд
Циклон Фредді є рекордсменом як найтриваліший тропічний циклон в історії, побивши попередній рекорд урагану «Джон» у 1994 році. Фредді також є рекордсменом за найвищою накопиченою енергією циклону в усьому світі тропічним циклоном, з ACE 84, побивши колишній рекорд 82, встановлений ураганом «Йоке» у 2006 році. Також Фредді побив попередній рекорд ACE 53, встановлений циклоном Фантала в 2016 році по накопичені енергії циклону у південній півкулі. Крім того, Фредді був першим тропічним циклоном у південній півкулі, який зазнав семи окремих раундів швидкого посилення, що сталося через повторювані сплески зсуву вітру, який послабив шторм, а потім вщух.
До Фредді жоден шторм у південній півкулі не посилювався більше трьох разів; у Північній півкулі лише три шторми зазнали чотирьох раундів швидкої інтенсифікації, включаючи ураган Норман у 2018 році, ураган Емілі у 2005 році та ураган Джон у 1994 році. Всесвітня метеорологічна організація (ВМО) проведе формальне розслідування, щоб визначити чи перевершив Фредді рекорд Джона. Фредді був однією з чотирьох систем, які перетнули всю південну частину Індійського океану зі сходу на захід; інші були циклони Літанне 1994 році та Леон–Елайн і Худа у 2000 році.

## Закріплення імені
Через велику кількість людських жертв і збитків у Малаві та навколишніх країнах ім’я «Фредді» було видалено зі списків назв циклонів в австралійському регіоні та більше ніколи не використовуватиметься для назви шторму в цьому басейні. Ім'я заміни ще не оголошено.